# ناحیه دی‌تور، میشیگان
ناحیه دی‌تور (به انگلیسی: Detour Township) یک منطقهٔ مسکونی در ایالات متحده آمریکا است که در شهرستان چیپوا، میشیگان واقع شده‌است.
 ناحیه دی‌تور ۱۹۵٫۴ کیلومتر مربع مساحت و ۸۰۷ نفر جمعیت دارد و ۱۹۳ متر بالاتر از سطح دریا واقع شده‌است.